# Дуган, Деннис
Де́ннис Ду́ган (англ. Dennis Dugan; род. 5 сентября 1946) — американский актёр-комик и режиссёр.

## Биография
Деннис Дуган родился в Уитоне, штат Иллинойс, США. Он начал играть в средней школе Уитона (где одноклассниками были Джон Белуши и журналист Боб Вудворд) . С начала 1970-х годов снимался во второстепенных ролях в многочисленных телевизионных сериалах. Некоторую известность в международном кинематографе приобрёл после участия в комедиях «Гарри и Уолтер едут в Нью-Йорк» (англ. Harry and Walter Go to New York, 1976 год) и «Астронавт и король Артур» (англ. The Spaceman and King Arthur, 1979 год). Одновременно его роли в сериалах стали более заметными, например, он играл молодого офицера в Меня зовут Коломбо (англ.  Columbo, 1976 год) и мужа героини Сибилл Шеперд в четырёх эпизодах сериала «Детективное агентство „Лунный свет“» (англ. Moonlighting, 1988 год), выступив в последнем случае ещё и в качестве режиссёра. С начала 1990-х Деннис Дуган всё более часто сам режиссирует свои картины. Среди наиболее известных его работ «Трудный ребёнок» (англ. The Problem Child, 1990 год), «Стерва» (англ. Saving Silverman, 2001 год), «Национальная безопасность» (англ. National Security, 2003), «Притворись моей женой» (англ. Just Go with It, 2011 год) и другие.
Денниса Дугана неоднократно обвиняли в использовании грубого, примитивного юмора и старых шуток, но, несмотря на невысокие отзывы критиков о художественных достоинствах его фильмов, он является одним из самых коммерчески успешных режиссёров Голливуда.

## Фильмография

### Актёр
- 1976 — Коломбо. Последний салют командору / Colombo. Last Salute to the Commodore — сержант Теодор Мак
- 1981 — Вой / The Howling — Крис Хэллоран
- 1985 — Вода / Water — Роб Уоринг
- 1987 — Любовь нельзя купить / Can’t Buy Me Love — Дэвид Миллер
- 1988 — Новые приключения Пеппи Длинныйчулок / The New Adventures of Pippi Longstocking / Pippi Långstrump — starkast i världen — мистер Сеттигрен
- 1990 — Трудный ребенок / Problem Child — отец в магазине
- 1996 — Счастливчик Гилмор / Happy Gilmore — Дуг Томпсон
- 2010 — Одноклассники / Grown Ups — рефери
- 2013 — Одноклассники 2 / Grown Ups 2 — доктор Ларри
- 2025 — Счастливчик Гилмор 2 / Happy Gilmore 2 — Дуг Томпсон

### Режиссёр
- 1990 — Трудный ребенок / Problem Child
- 1992 — Недоумки / Brain Donors
- 1994 — Мохнатый пёс / The Shaggy Dog
- 1994 — Коломбо. Бабочка в серых тонах / Colombo. Butterfly in Shades of Grey
- 1996 — Счастливчик Гилмор / Happy Gilmore
- 1997 — Ниндзя из Беверли-Хиллз / Beverly Hills Ninja
- 1999 — Большой папа / Big Daddy
- 2001 — Стерва / Saving Silverman
- 2003 — Национальная безопасность / National Security
- 2006 — Запасные игроки / The Benchwarmers
- 2007 — Чак и Ларри: Пожарная свадьба / I Now Pronounce You Chuck and Larry
- 2008 — Не шутите с Зоханом / You Don’t Mess with the Zohan
- 2010 — Одноклассники / Grown Ups
- 2011 — Притворись моей женой / Just Go with It
- 2011 — Такие разные близнецы / Jack & Jill
- 2013 — Одноклассники 2 / Grown Ups 2
- 2020 — Любовь, свадьбы и прочие катастрофы / Love, Weddings & Other Disasters

## Примечание
1. ↑  Moonlighting's New Groom, Dennis Dugan, May Be Tv's Most Hated Hubby (англ.). PEOPLE.com. Дата обращения: 18 декабря 2019. Архивировано 18 декабря 2019 года.
2. ↑  JOE LEYDON. The Benchwarmers (англ.). Variety (7 апреля 2006). Дата обращения: 18 октября 2011. Архивировано 23 июля 2012 года.
3. ↑  ROGER EBERT. Just Go With It (англ.). Chicago Sun-Times (8 февраля 2011). Дата обращения: 18 октября 2011. Архивировано 5 сентября 2011 года.
4. ↑  Ray Subers. February 2011 Preview (англ.). Box Office Mojo and IMDb (3 февраля 2011). Дата обращения: 18 октября 2011. Архивировано 23 июля 2012 года.